# 우플란스베스뷔시

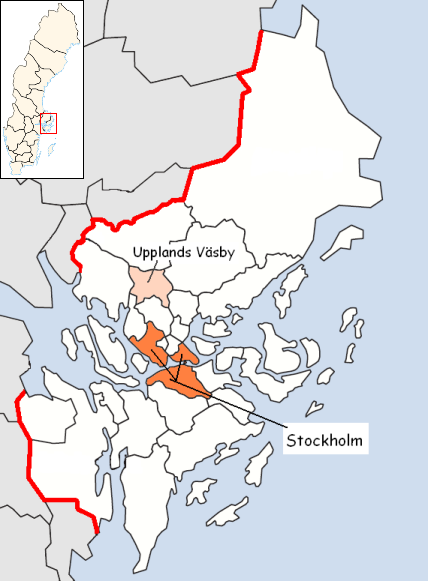
우플란스베스뷔 시의 위치

우플란스베스뷔시(스웨덴어: Upplands Väsby kommun)는 스웨덴 스톡홀름주에 위치한 지방 자치체로 행정 중심지는 우플란스베스뷔이며 면적은 83.81km2, 인구는 43,891명(2016년 12월 31일 기준), 인구 밀도는 520명/km2이다.

시 문장